# The Death Riders
The Death Riders est un groupe de surf rock provenant de Venice Beach en Californie. Créé par Johnny Coffin le créateur de la marque Coffin Case, le groupe est notamment connu pour être le side project (en) de Blasko, le bassiste d'Ozzy Osbourne et ex-Rob Zombie.

## Biographie
The Death Riders se forme en 2004 par Johnny Coffin. Le groupe n'est alors qu'à l'état de projet dans l'esprit du créateur de la marque Coffin Case (spécialisée dans la production de boites à rangement guitare en forme de cercueil), il envoie ainsi une démo de 4 titres au bassiste de Ozzy Osbourne Blasko. Ce dernier adhère tout de suite au style de musique et part en Californie pour enregistrer un album avec The Death Riders. Pour l'enregistrement, Blasko et Coffin s'entourent de Daniel Gray à la guitare et au chant, de Dave Casey à la batterie, Johnny Coffin à la guitare rythmique et enfin Blasko à la basse. Le premier album du groupe sort sur le label HorrorHigh et est intitulé Songs for Depression.
Après que la chaîne MTV utilise leur chanson pour différentes émissions, une chanson du groupe est notamment utilisée pour la série Sons of Anarchy où le groupe joue une de ces chansons dans le film Wizard of Gore sorti en 2007.
Fin 2009 devrait sortir le nouvel album du groupe intitulé And then came the Rain.

## Discographie
- 2005: Soundtrack For Depression
- TBA: And Then Came The Rain...